# لي إيون وو
يون وو لي (بالكورية: 이나라)‏ هي ممثلة كورية جنوبية. ولدت يوم 22 أغسطس 1980 في سول في كوريا الجنوبية.

## روابط خارجية
- لي إيون وو على موقع IMDb (الإنجليزية)
- لي إيون وو على موقع قاعدة بيانات الفيلم (الإنجليزية)
- لي إيون وو على موقع ليتربوكسد (الإنجليزية)
- لي إيون وو على موقع كينوبويسك (الروسية)